# Komunistyczna Partia Ziemi Śląskiej
Komunistyczna Partia Ziemi Śląskiej – polska partia komunistyczna działająca w roku 1920.
Komunistyczna Partia Ziemi Śląskiej powstała we wrześniu 1920 r. Utworzona została przez grupę rozłamową z PPS. Już w listopadzie tegoż samego roku KPZŚ wraz z górnośląską organizacją Komunistycznej Partii Niemiec (KPD), lewicą Niezależnej Socjaldemokratycznej Partii Niemiec (USPD) utworzyła Komunistyczną Partię Górnego Śląska (KPGŚ).